# Congratulations (BZN)
Congratulations is een titel van een album van BZN, dat ook op MC is uitgebracht. Het is tevens het laatste Album dat op LP verscheen in Nederland. De naam Congratulations is gekozen omdat BZN in dat jaar 25 jaar bestond. Dit werd onder andere gevierd met een openluchtconcert in Volendam met meer dan 50.000 toeschouwers. Ook werd ter gelegenheid hiervan een single: It happened 25 years ago uitgebracht. Deze single stond drie weken in de top 10 van de Nederlandse Top 40, en staat ook op dit album.
Congratulations werd beloond met goud en platina, en stond 22 weken in de Albumchart. De hoogste positie die hierbij werd bereikt was twee weken 6de. Dit album werd naast in Nederland, ook in Duitsland en Zuid-Afrika uitgebracht.
Deze CD werd gepromoot met een special gemaakt in Noord-Holland. Bekend zijn de clips van de eerder genoemde It Happened 25 Years Ago en Poor Old Joe, waarbij zanger Jan Keizer zich verkleed heeft als oude man.

## Tracklist
1. A summernight with you [J. Veerman/J. Keizer/J. Tuijp]
2. I'll miss you [J. Veerman/J. Keizer/J. Tuijp]
3. Hot nights [D. Plat/J. Veerman/J. Keizer/J. Tuijp]
4. Angelique [J. Veerman/J. Keizer/J. Tuijp]
5. You're the only one [J. Veerman/J. Keizer/J. Tuijp/D. v.d. Horst]
6. Mumbo Jumbo [J. Veerman/J. Keizer/J. Tuijp]
7. Chante pour moi [J. Veerman/J. Keizer/J. Tuijp/D. v.d. Horst]
8. Let's live it up [D. Plat/J. Veerman/J. Keizer/J. Tuijp]
9. Ooh na na my baby [J. Veerman/J. Keizer/J. Tuijp]
10. Poor old Joe [J. Veerman/J. Keizer/J. Tuijp]
11. Key to my heart [J. Veerman/J. Keizer/J. Tuijp]
12. It happened 25 years ago [J. Veerman/J. Keizer/J. Tuijp]